# محمدعلی علوی مقدم
محمدعلی علوی مقدم (۱۲۷۷–۱۳۶۵) سپهبدارتش در دوره پهلوی و فرمانده ژاندارمری در دوره دولت  محمد مصدق بود که بعد ها مشخص شد محمد مصدق خیانتکار به وطن و جاسوس انگلستان و روسیه بود.
برادر وی سپهبد مهدی‌قلی علوی مقدم در قیام سی تیر به عنوان فرمانده نظامی تهران و همراهان با تیمسار فضل‌الله زاهدی در کودتای ۲۸ مرداد ۱۳۳۲ بود.

## خانواده و تحصیلات
پدرش سرتیپ علیقلی‌خان از فرماندهان نظامی بود. وی در سال ۱۲۷۷ به دنیا آمد. او دارای دو برادر بنام مهدیقلی و ناصر و سه خواهر بنام‌های عصمت، تاج ماه و گوهر بود. تحصیلات اولیه خود را در رشتهٔ علوم سیاسی به اتمام رسانید و وارد خدمت دولت شده و حکومت ساوجبلاغ به او سپرده شد.
وی سپس به مدرسه نظام وارد و بعد از فارغ‌التحصیلی در سال ۱۳۰۲ برای ادامهٔ تحصیل به فرانسه و دانشکدهٔ سن‌سیر نظامی رفت.

## فعالیت‌های شغلی
تیمسارعلوی مقدم پس از بازگشت ابه ایران در ژاندارمری مشغول به فعالیت شده و مدتها ریاست ژاندارمری آذربایجان بر عهده داشت. وی پس از شهریور ۱۳۲۰ به ارتش منتقل شده به ریاست دفتر ستاد ارتش منصوب گردید.
علوی مقدم دردر هیئت مذاکره کننده با حکومت خودمختار آذربایجان به ریاست مطفر فیروز در خرداد ۱۳۲۵ نیز عضویت داشت.
او در سال ۱۳۳۱ با درجهٔ سرتیپی رئیس ژاندارمری کل کشور شده و در همین سمت درجهٔ سرلشکری گرفت. علوی مقدم در زمان کودتای ۲۸ مرداد ۱۳۳۲ مسئول دادرسی ارتش بوده و با برگزاری دادگاه نظامی برای دکتر مصدق مخالفت کرد.
وی در دوره او در سال ۱۳۴۰ بازنشسته شد و به نوشته حسین فردوست در دولت علی امینی به اتهام فساد
مالی بازداشت و یازده ماه در زندان بود اما سرانجام تبرئه شد.

## فوت
سپهبد محمدعلی علوی‌مقدم در سوم بهمن‌ماه ۱۳۶۵ در تهران درگذشت.